# Aksu Çayı
L’Aksu Çayı è un fiume tributario del Mar Mediterraneo lungo 162 km il cui corso è situato nel sud della Turchia (Asia Minore). L'Aksu Çayı fu chiamato nell'antichità Kestros (latinizzato in Cestrus). Il suo nome ittita era Kaštaraya.

## Corso del fiume e affluenti
Il fiume nasce nelle montagne del Tauro occidentale a sud di Isparta. Attraversa questa città in direzione nord-est e poi svolta a sud. Riceve il Kovada Çayı da sinistra e sfocia nel lago artificiale della diga di Karacaören I. Quindi passa la diga di Karacaören II. Prosegue il suo corso verso sud e infine si getta presso la cosiddetta Riviera turca a est di Antalya, nel Golfo di Antalya.
C'è una leggenda cattolica di un miracolo in questo fiume.